# 阿兰·克兰斯顿
阿兰·克兰斯顿（英語：Alan Cranston，1914年6月19日—2000年12月31日），美国民主党政治人物， 原加利福尼亚州联邦参议员。
克兰斯顿出生于加州帕罗奥图，曾先后就读于波莫纳学院、墨西哥国立自治大学、斯坦福大学。此后，他曾担任过记者、编辑等职。1948年，成为世界联邦主义者协会主席。1952年，又参与创办了加利福尼亚民主党委员会。
1959年至1967年间，克兰斯顿曾担任加利福尼亚州审计长。之后，于1969年至1993年间出任加州联邦参议员。此间，他于1987年至1991年间担任参议院民主党党鞭。他还曾加入了1984年美国总统民主党候选人的竞选，但最终退选。
卸任参议员后，克兰斯顿致力于废除核武器的运动，并于1999年创办的全球安全研究所。